# Deuxième district congressionnel du Kentucky
Le 2e district congressionnel du Kentucky est un district de l'État américain du Kentucky. Situé dans le centre-ouest du Kentucky, le district comprend Bowling Green, Owensboro, Elizabethtown et une partie de l'est de Louisville. Le district n'a pas vu un titulaire défait depuis 1884.
Le district est actuellement représenté par le Républicain Brett Guthrie.
L'ancien Représentant Démocrate William Natcher est connu pour détenir le record du plus grand nombre de votes consécutifs par appel nominal dans l'histoire du Congrès - plus de 18 000 votes.

## Caractéristiques
Le district est de caractère similaire au 1er district. Alors que les démocrates détiennent toujours la plupart des postes au niveau local dans le district, ils ont tendance à être très conservateurs sur les questions sociales, une tendance qui les amène à voter Républicain dans la plupart des élections nationales.
| Registre des affiliations politique en avril 2022 | Registre des affiliations politique en avril 2022 | Registre des affiliations politique en avril 2022 | Registre des affiliations politique en avril 2022 |
| Parti                                             | Parti                                             | Nombre de votants                                 | %                                                 |
| ------------------------------------------------- | ------------------------------------------------- | ------------------------------------------------- | ------------------------------------------------- |
|                                                   | Démocrate                                         | 275 178                                           | 48,07                                             |
|                                                   | Républicain                                       | 242 708                                           | 42,40                                             |
|                                                   | Autres                                            | 33 807                                            | 5,91                                              |
|                                                   | Indépendant                                       | 20 700                                            | 3,62                                              |
| Total                                             | Total                                             | 572 393                                           | 100 %                                             |

Jusqu'au 1er janvier 2006, le Kentucky n'a pas suivi l'affiliation à un parti pour les électeurs inscrits qui n'étaient ni démocrates ni républicains. La carte d'inscription des électeurs du Kentucky ne répertorie explicitement rien d'autre que le Parti Démocrate, le Parti Républicain ou autre, l'option « Autre » ayant une ligne vide et aucune instruction sur la façon de s'inscrire comme autre chose.

## Géographie
| #   | Comté        | Siège          | Population |
| --- | ------------ | -------------- | ---------- |
| 9   | Barren       | Glasgow        | 45 008     |
| 27  | Breckinridge | Hardinsburg    | 21 124     |
| 29  | Bullitt      | Shepherdsville | 84 863     |
| 31  | Butler       | Morgantown     | 12 375     |
| 59  | Daviess      | Owensboro      | 103 458    |
| 61  | Edmonson     | Brownsville    | 12 448     |
| 85  | Grayson      | Leitchfield    | 26 825     |
| 87  | Green        | Greensburg     | 11 468     |
| 91  | Hancock      | Hawesville     | 8920       |
| 93  | Hardin       | Elizabethtown  | 112 273    |
| 99  | Hart         | Munfordville   | 19 724     |
| 111 | Jefferson    | Louisville     | 772 114    |
| 123 | LaRue        | Hodgenville    | 15 303     |
| 149 | McLean       | Calhoun        | 9054       |
| 163 | Meade        | Brandenburg    | 30 131     |
| 177 | Muhlenberg   | Greenville     | 30 568     |
| 179 | Nelson       | Bardstown      | 47 730     |
| 183 | Ohio         | Hartford       | 23 626     |
| 227 | Warren       | Bowling Green  | 142 229    |

### Villes de 10 000 habitants ou plus
- Louisville - 624 444
- Bowling Green - 76 212
- Owensboro - 60 037
- Elizabethtown - 31 892
- Radcliff - 22 953
- Mount Washington - 18 424
- Glasgow - 15 282
- Shepherdsville - 14 486
- Bardstown - 13 739

### Villes de 2 500 - 10 000 habitants
- Middletown - 9 706
- Hillview - 8 771
- Fort Knox - 7 742
- Vine Grove - 6 880
- Leitchfield - 6 432
- Central City - 5 810
- Greenville - 4 401
- Beaver Dam - 3 490
- Hodgenville - 3 283
- Rineyville - 3 039
- Brandenburg - 2,929
- Pioneer Village - 2 708
- Hartford - 2 636

## Historique de vote
| Année | Poste             | Résultats                 |
| 2000  | Président         | Bush 62,0 % - 37,0 %      |
| 2004  | Président         | Bush 65,0 % - 34,0 %      |
| 2008  | Président         | McCain 61,0 % - 38,0 %    |
| 2012  | Président         | Romney 63,0 % - 35,0 %    |
| 2016  | Président         | Trump 68,0 % - 27,0 %     |
| 2016  | Sénat             | Paul 61,0 % - 39,0 %      |
| 2019  | Gouverneur        | Bevin 53,8 % - 44,0 %     |
| 2019  | Procureur Général | Cameron 64,0 % - 36,0 %   |
| 2020  | Président         | Trump 67,0 % - 31,0 %     |
| 2020  | Sénat             | McConnell 62,0 % - 33,0 % |
| 2022  | Sénat             | Paul 68,0 % - 32,0 %      |
| 2023  | Gouverneur        | Cameron 54,0 % - 46,0 %   |

## Liste des Représentants du district
| Membre                              | Parti                 | Années                               | Congrès     | Histoire électorale | Zone géographique |
| ----------------------------------- | --------------------- | ------------------------------------ | ----------- | --- | --- |
| District établit le 8 novembre 1792 |                       |                                      |             | | |
| Alexander D. Orr (en)               | Anti-Administration   | 8 novembre 1792 - 3 mars 1795        | 2e - 4e     | Élu en 1792. Réélu en 1793. Réélu en 1795. Retrait. | 1792–1797 District Nord : Bourbon, Fayette, Mason, Scott et Woodford |
| Alexander D. Orr (en)               | Républicain-Démocrate | 4 mars 1795 - 3 mars 1797            | 2e - 4e     | Élu en 1792. Réélu en 1793. Réélu en 1795. Retrait. | 1792–1797 District Nord : Bourbon, Fayette, Mason, Scott et Woodford |
| John Fowler (en)                    | Républicain-Démocrate | 4 mars 1797 - 3 mars 1803            | 5e - 7e     | Élu en 1797. Réélu en 1799. Réélu en 1801. Redécoupage vers le 5e district. | 1797–1803 District Nord : Bourbon, Campbell, Clark, Fayette, Franklin, Harrison, Mason, Scott et Woodford. |
| John Boyle (en)                     | Républicain-Démocrate | 4 mars 1803 - 3 mars 1809            | 8e - 10e    | Élu en 1803. Réélu en 1804. Réélu en 1806. Retrait. | 1803–1813 |
| Samuel McKee (en)                   | Républicain-Démocrate | 4 mars 1809 - 3 mars 1813            | 11e , 12e   | Élu en 1808. Réélu en 1810. Redécoupage vers le 7e district. | 1803–1813 |
| Henry Clay                          | Républicain-Démocrate | 4 mars 1813 - 19 janvier 1814        | 13e         | Redécoupage depuis le 5e district et réélu en 1812. Démissionne pour accepter un poste d'envoyé diplomatique en Grande-Bretagne. | 1813–1823 |
| Vacant                              | Vacant                | 19 janvier 1814 - 29 mars 1814       | 13e         | | 1813–1823 |
| Joseph H. Hawkins (en)              | Républicain-Démocrate | 29 mars 1814 - 3 mars 1815           | 13e         | Élu pour terminer le mandat de Clay. Retrait. | 1813–1823 |
| Vacant                              | Vacant                | 3 mars 1815 - 30 octobre 1815        | 14e         | Henry Clay fut réélu en 1814, mais le Gouverneur déclara le siège vacant car Clay étais hors du pays. | 1813–1823 |
| Henry Clay                          | Républicain-Démocrate | 30 octobre 1815 - 3 mars 1821        | 14e - 16e   | Élu pour terminer son mandat vacant. Réélu en 1816. Réélu en 1818. Retrait. | 1813–1823 |
| Samuel H. Woodson (en)              | Républicain-Démocrate | 4 mars 1821 - 3 mars 1823            | 17e         | Élu en 1820. Redécoupage vers le 7e district et perd sa réélection. | 1813–1823 |
| Thomas Metcalfe (en)                | Républicain-Démocrate | 3 mars 1823 - 3 mars 1825            | 20e         | Redécoupage depuis le 4e district et réélu en 1822. Réélu en 1824. Réélu en 1827. Démissionne pour se présenter comme Gouverneur du Kentucky. | 1823–1833 Bourbon, Bracken, Mason et Nicholas. |
| Thomas Metcalfe (en)                | Anti-Jacksonien       | 4 mars 1825 - 1er juin 1828          | 20e         | Redécoupage depuis le 4e district et réélu en 1822. Réélu en 1824. Réélu en 1827. Démissionne pour se présenter comme Gouverneur du Kentucky. | 1823–1833 Bourbon, Bracken, Mason et Nicholas. |
| Vacant                              | Vacant                | 1er juin 1828 - 1er décembre 1828    | 20e         | | 1823–1833 Bourbon, Bracken, Mason et Nicholas. |
| John Chambers (en)                  | Anti-Jacksonien       | 1er décembre 1828 - 3 mars 1829      | 20e         | Élu pour terminer le mandat de Metcalfe. Retrait. | 1823–1833 Bourbon, Bracken, Mason et Nicholas. |
| Nicholas D. Coleman (en)            | Jacksonien (en)       | 4 mars 1829 - 3 mars 1831            | 21e         | Élu en 1829. Retrait. | 1823–1833 Bourbon, Bracken, Mason et Nicholas. |
| Thomas A. Marshall (en)             | Anti-Jacksonien       | 4 mars 1831 - 3 mars 1833            | 22e         | Élu en 1831. Redécoupage vers le 12e district. | 1823–1833 Bourbon, Bracken, Mason et Nicholas. |
| Albert G. Hawes (en)                | Jacksonien (en)       | 4 mars 1833 - 3 mars 1837            | 23e , 24e   | Redécoupage depuis le 11e district et réélu en 1833. Réélu en 1835. Retrait. | 1833–1843 |
| Edward Rumsey (en)                  | Whig                  | 4 mars 1837 - 3 mars 1839            | 25e         | Élu en 1837. Retrait. | 1833–1843 |
| Philip Triplett (en)                | Whig                  | 4 mars 1839 - 3 mars 1843            | 26e , 27e   | Élu en 1839. Réélu en 1841. Retrait. | 1833–1843 |
| Willis Green (en)                   | Whig                  | 4 mars 1843 - 3 mars 1845            | 28e         | Redécoupage depuis le 6e district et réélu en 1843. Retrait. | 1843–1853 |
| John H. McHenry (en)                | Whig                  | 4 mars 1845 - 3 mars 1847            | 29e         | Élu en 1845. Renommé mais s'est retiré avant l'élection. | 1843–1853 |
| Henry L. Clarke                     | Démocrate             | 4 mars 1847 - 3 mars 1849            | 30e         | Élu en 1847. Retrait pour devenir un délégué à la convention constitutionnel de l'État. | 1843–1853 |
| James L. Johnson (en)               | Whig                  | 4 mars 1849 - 3 mars 1851            | 31e         | Élu en 1849. Renommé mais déclina. | 1843–1853 |
| Benjamin E. Grey (en)               | Whig                  | 4 mars 1851 - 3 mars 1855            | 32e , 33e   | Élu en 1851. Réélu en 1853. perd sa réélection. | 1843–1853 |
| Benjamin E. Grey (en)               | Whig                  | 4 mars 1851 - 3 mars 1855            | 32e , 33e   | Élu en 1851. Réélu en 1853. perd sa réélection. | 1853–1863 |
| John P. Campbell Jr.                | Know Nothing          | 4 mars 1857 - 3 mars 1861            | 34e         | Elected in 1855. Renommé mais déclina. | |
| Samuel Peyton                       | Democratic            | 4 mars 1857 - 3 mars 1861            | 35e , 36e   | Élu en 1857. Réélu en 1859. perd sa renomination. | |
| James S. Jackson                    | Unioniste             | 4 mars 1861 - 13 décembre 1861       | 37e         | Élu en 1861. Démissionne pour entrer dans l'Armée de l'Union. | |
| Vacant                              | Vacant                | 13 décembre 1861 - 1er décembre 1862 | 37e         | | |
| George H. Yeaman                    | Unioniste             | 1er décembre 1862 - 3 mars 1865      | 37e , 38e   | Élu pour terminer le mandat de Jackson. Réélu en 1863. perd sa réélection. | |
| George H. Yeaman                    | Unioniste             | 1er décembre 1862 - 3 mars 1865      | 37e , 38e   | Élu pour terminer le mandat de Jackson. Réélu en 1863. perd sa réélection. | 1863–1873 |
| Burwell C. Ritter                   | Democratic            | 4 mars 1865 - 3 mars 1867            | 39e         | Élu en 1865. Retrait. | |
| Vacant                              | Vacant                | 4 mars 1867 - 3 mars 1869            | 40e         | John Y. Brown fut élu en 1867 mais le siège fut déclaré vacant dû à la prétendu déloyauté de Brown durant la Guerre de Sécession, et le district refusa d'élire quelqu'un pour combler la vacance. | |
| William N. Sweeney (en)             | Démocrate             | 4 mars 1869 - 3 mars 1871            | 41e         | Élu en 1868. Renommé mais déclina. | |
| Henry D. McHenry (en)               | Démocrate             | 4 mars 1871 - 3 mars 1873            | 42e         | Élu en 1870. Retrait. | |
| John Y. Brown                       | Démocrate             | 4 mars 1873 - 3 mars 1877            | 43e , 44e   | Élu en 1872. Réélu en 1874. Retrait. | 1873–1883 |
| James A. McKenzie (en)              | Démocrate             | 4 mars 1877 - 3 mars 1883            | 45e - 47e   | Élu en 1876. Réélu en 1878. Réélu en 1880. perd sa renomination. | 1873–1883 |
| James F. Clay (en)                  | Démocrate             | 4 mars 1883 - 3 mars 1885            | 48e         | Élu en 1882. perd sa renomination. | 1883–1893 |
| Polk Laffoon (en)                   | Démocrate             | 4 mars 1885 - 3 mars 1889            | 49e , 50e   | Élu en 1884. Réélu en 1886. Retrait. | 1883–1893 |
| William T. Ellis (en)               | Démocrate             | 4 mars 1889 - 3 mars 1895            | 51e - 53e   | Élu en 1888. Réélu en 1890. Réélu en 1892. Retrait. | 1883–1893 |
| William T. Ellis (en)               | Démocrate             | 4 mars 1889 - 3 mars 1895            | 51e - 53e   | Élu en 1888. Réélu en 1890. Réélu en 1892. Retrait. | 1893–1903 |
| John D. Clardy (en)                 | Démocrate             | 4 mars 1895 - 3 mars 1899            | 54e , 55e   | Élu en 1894. Réélu en 1896. Retrait. | |
| Henry D. Allen (en)                 | Démocrate             | 4 mars 1899 - 3 mars 1903            | 56e , 57e   | Élu en 1898. Réélu en 1900. Retrait. | |
| Augustus O. Stanley (en)            | Démocrate             | 4 mars 1903 - 3 mars 1915            | 58e - 63e   | Élu en 1902. Réélu en 1904. Réélu en 1906. Réélu en 1908. Réélu en 1910. Réélu en 1912. Retrait pour se présenter comme Sénateur des États-Unis. | 1903–1913 |
| Augustus O. Stanley (en)            | Démocrate             | 4 mars 1903 - 3 mars 1915            | 58e - 63e   | Élu en 1902. Réélu en 1904. Réélu en 1906. Réélu en 1908. Réélu en 1910. Réélu en 1912. Retrait pour se présenter comme Sénateur des États-Unis. | 1913–1923 |
| David H. Kincheloe (en)             | Démocrate             | 4 mars 1915 - 5 octobre 1930         | 64e - 71e   | Élu en 1914. Réélu en 1916. Réélu en 1918. Réélu en 1920. Réélu en 1922. Réélu en 1924. Réélu en 1926. Réélu en 1928. Démissionne lorsque nommé à la Cour des Douane des États-Unis. | |
| David H. Kincheloe (en)             | Démocrate             | 4 mars 1915 - 5 octobre 1930         | 64e - 71e   | Élu en 1914. Réélu en 1916. Réélu en 1918. Réélu en 1920. Réélu en 1922. Réélu en 1924. Réélu en 1926. Réélu en 1928. Démissionne lorsque nommé à la Cour des Douane des États-Unis. | 1923–1933 |
| Vacant                              | Vacant                | 5 octobre 1930 - 4 novembre 1930     | 71e         | | |
| John L. Dorsey Jr. (en)             | Démocrate             | 4 novembre 1930 - 3 mars 1931        | 71e         | Élu pour terminer le mandat de Kincheloe. Retrait. | |
| Glover H. Cary (en)                 | Démocrate             | 4 mars 1931 - 3 mars 1933            | 72e         | Élu en 1930. Redécoupage vers le district at-large. | |
| District supprimé                   | District supprimé     | 4 mars 1933 - 3 mars 1935            | 73e         | | |
| Glover H. Cary (en)                 | Démocrate             | 4 mars 1935 - 5 décembre 1936        | 74e         | Redécoupage depuis le district at-large et réélu en 1834. Décès. | 1935–1943 |
| Vacant                              | Vacant                | 5 décembre 1936 - 2 mars 1937        | 74e         | | 1935–1943 |
| Beverly M. Vincent (en)             | Démocrate             | 2 mars 1937 - 3 janvier 1945         | 74e - 78e   | Élu pour terminer le mandat de Cary. Également élu pour un second mandat complet. Réélu en 1938. Réélu en 1940. Réélu en 1942. Retrait. | 1935–1943 |
| Beverly M. Vincent (en)             | Démocrate             | 2 mars 1937 - 3 janvier 1945         | 74e - 78e   | Élu pour terminer le mandat de Cary. Également élu pour un second mandat complet. Réélu en 1938. Réélu en 1940. Réélu en 1942. Retrait. | 1943–1953 |
| Earle Clements (en)                 | Démocrate             | 3 janvier 1945 - 6 janvier 1948      | 79e , 80e   | Élu en 1944. Réélu en 1946. Démissionne lorsqu'élu Gouverneur du Kentucky. | |
| Vacant                              | Vacant                | 6 janvier 1948 - 17 avril 1948       | 80e         | | |
| John A. Whitaker (en)               | Démocrate             | 17 avril 1948 - 15 décembre 1951     | 80e - 82e   | Élu pour terminer le mandat de Clements. Réélu en 1948. Réélu en 1950. Décès. | |
| Vacant                              | Vacant                | 15 décembre 1951 - 2 août 1952       | 82e         | | |
| Garrett Withers (en)                | Démocrate             | 2 août 1952 - 30 avril 1953          | 82e , 83e   | Élu pour terminer le mandat de Whitaker. Réélu en 1952. Décès. | |
| Garrett Withers (en)                | Démocrate             | 2 août 1952 - 30 avril 1953          | 82e , 83e   | Élu pour terminer le mandat de Whitaker. Réélu en 1952. Décès. | 1953–1963 |
| Vacant                              | Vacant                | 30 avril 1953 - 1er août 1953        | 83e         | | |
| William Natcher                     | Démocrate             | 1er août 1953 - 29 mars 1994         | 83e - 103e  | Élu pour terminer le mandat de Withers. Réélu en 1954. Réélu en 1956. Réélu en 1958. Réélu en 1960. Réélu en 1962. Réélu en 1964. Réélu en 1966. Réélu en 1968. Réélu en 1970. Réélu en 1972. Réélu en 1974. Réélu en 1976. Réélu en 1978. Réélu en 1980. Réélu en 1982. Réélu en 1984. Réélu en 1986. Réélu en 1988. Réélu en 1990. Réélu en 1992. Décès. | |
| William Natcher                     | Démocrate             | 1er août 1953 - 29 mars 1994         | 83e - 103e  | Élu pour terminer le mandat de Withers. Réélu en 1954. Réélu en 1956. Réélu en 1958. Réélu en 1960. Réélu en 1962. Réélu en 1964. Réélu en 1966. Réélu en 1968. Réélu en 1970. Réélu en 1972. Réélu en 1974. Réélu en 1976. Réélu en 1978. Réélu en 1980. Réélu en 1982. Réélu en 1984. Réélu en 1986. Réélu en 1988. Réélu en 1990. Réélu en 1992. Décès. | 1963–1973 |
| William Natcher                     | Démocrate             | 1er août 1953 - 29 mars 1994         | 83e - 103e  | Élu pour terminer le mandat de Withers. Réélu en 1954. Réélu en 1956. Réélu en 1958. Réélu en 1960. Réélu en 1962. Réélu en 1964. Réélu en 1966. Réélu en 1968. Réélu en 1970. Réélu en 1972. Réélu en 1974. Réélu en 1976. Réélu en 1978. Réélu en 1980. Réélu en 1982. Réélu en 1984. Réélu en 1986. Réélu en 1988. Réélu en 1990. Réélu en 1992. Décès. | 1973–1983 |
| William Natcher                     | Démocrate             | 1er août 1953 - 29 mars 1994         | 83e - 103e  | Élu pour terminer le mandat de Withers. Réélu en 1954. Réélu en 1956. Réélu en 1958. Réélu en 1960. Réélu en 1962. Réélu en 1964. Réélu en 1966. Réélu en 1968. Réélu en 1970. Réélu en 1972. Réélu en 1974. Réélu en 1976. Réélu en 1978. Réélu en 1980. Réélu en 1982. Réélu en 1984. Réélu en 1986. Réélu en 1988. Réélu en 1990. Réélu en 1992. Décès. | 1983–1993 |
| William Natcher                     | Démocrate             | 1er août 1953 - 29 mars 1994         | 83e - 103e  | Élu pour terminer le mandat de Withers. Réélu en 1954. Réélu en 1956. Réélu en 1958. Réélu en 1960. Réélu en 1962. Réélu en 1964. Réélu en 1966. Réélu en 1968. Réélu en 1970. Réélu en 1972. Réélu en 1974. Réélu en 1976. Réélu en 1978. Réélu en 1980. Réélu en 1982. Réélu en 1984. Réélu en 1986. Réélu en 1988. Réélu en 1990. Réélu en 1992. Décès. | 1993–2003 |
| Vacant                              | Vacant                | 29 mars 1994 - 24 mai 1994           | 103e        | | |
| Ron Lewis (en)                      | Républicain           | 24 mai 1994 - 3 janvier 2009         | 103e - 110e | Élu pour terminer le mandat de Natcher. Réélu en 1994. Réélu en 1996. Réélu en 1998. Réélu en 2000. Réélu en 2002. Réélu en 2004. Réélu en 2006. Retrait. | |
| Ron Lewis (en)                      | Républicain           | 24 mai 1994 - 3 janvier 2009         | 103e - 110e | Élu pour terminer le mandat de Natcher. Réélu en 1994. Réélu en 1996. Réélu en 1998. Réélu en 2000. Réélu en 2002. Réélu en 2004. Réélu en 2006. Retrait. | 2003–2013 |
| Brett Guthrie                       | Républicain           | 3 janvier 2009 - Présent             | 111e - 119e | Élu en 2008. Réélu en 2010. Réélu en 2012. Réélu en 2014. Réélu en 2016. Réélu en 2018. Réélu en 2020. Réélu en 2022. Réélu en 2024. | |
| Brett Guthrie                       | Républicain           | 3 janvier 2009 - Présent             | 111e - 119e | Élu en 2008. Réélu en 2010. Réélu en 2012. Réélu en 2014. Réélu en 2016. Réélu en 2018. Réélu en 2020. Réélu en 2022. Réélu en 2024. | 2013–2023 Barren, Boyle, Breckenridge, Bullitt, Butler, Daviess, Edmonson, Garrard, Grayson, Green, Hancock, Hardin, Hart, Jessamine (en partie), LaRue, Meade, Mercer, Nelson, Spencer (en partie), Warren et Washington (en partie) |
| Brett Guthrie                       | Républicain           | 3 janvier 2009 - Présent             | 111e - 119e | Élu en 2008. Réélu en 2010. Réélu en 2012. Réélu en 2014. Réélu en 2016. Réélu en 2018. Réélu en 2020. Réélu en 2022. Réélu en 2024. | 2023–Présent |

## Résultats des récentes élections
Voici les résultats des dix précédents cycles électoraux dans le district.

### 2004
| Élection de 2004 du 2e district congressionnel du Kentucky | Élection de 2004 du 2e district congressionnel du Kentucky | Élection de 2004 du 2e district congressionnel du Kentucky | Élection de 2004 du 2e district congressionnel du Kentucky | Élection de 2004 du 2e district congressionnel du Kentucky |
| ---------------------------------------------------------- | ---------------------------------------------------------- | ---------------------------------------------------------- | ---------------------------------------------------------- | ---------------------------------------------------------- |
| Parti                                                      | Parti                                                      | Candidat                                                   | Votes                                                      | %                                                          |
|                                                            | Républicain                                                | Ron Lewis (en) (sortant)                                   | 185 394                                                    | 67,92                                                      |
|                                                            | Démocrate                                                  | Adam Smith                                                 | 87 585                                                     | 32,08                                                      |
| Total des votes                                            | Total des votes                                            | Total des votes                                            | 272 979                                                    | 100 %                                                      |
|                                                            | Les Républicains conservent                                |                                                            |                                                            |                                                            |

### 2006
| Élection de 2006 du 2e district congressionnel du Kentucky | Élection de 2006 du 2e district congressionnel du Kentucky | Élection de 2006 du 2e district congressionnel du Kentucky | Élection de 2006 du 2e district congressionnel du Kentucky | Élection de 2006 du 2e district congressionnel du Kentucky |
| ---------------------------------------------------------- | ---------------------------------------------------------- | ---------------------------------------------------------- | ---------------------------------------------------------- | ---------------------------------------------------------- |
| Parti                                                      | Parti                                                      | Candidat                                                   | Votes                                                      | %                                                          |
|                                                            | Républicain                                                | Ron Lewis (en) (sortant)                                   | 118 548                                                    | 55,41                                                      |
|                                                            | Démocrate                                                  | Mike Weaver                                                | 95 415                                                     | 44,59                                                      |
| Total des votes                                            | Total des votes                                            | Total des votes                                            | 213 963                                                    | 100 %                                                      |
|                                                            | Les Républicains conservent                                |                                                            |                                                            |                                                            |

### 2008
| Élection de 2008 du 2e district congressionnel du Kentucky | Élection de 2008 du 2e district congressionnel du Kentucky | Élection de 2008 du 2e district congressionnel du Kentucky | Élection de 2008 du 2e district congressionnel du Kentucky | Élection de 2008 du 2e district congressionnel du Kentucky |
| ---------------------------------------------------------- | ---------------------------------------------------------- | ---------------------------------------------------------- | ---------------------------------------------------------- | ---------------------------------------------------------- |
| Parti                                                      | Parti                                                      | Candidat                                                   | Votes                                                      | %                                                          |
|                                                            | Républicain                                                | Brett Guthrie (sortant)                                    | 155 906                                                    | 67,89                                                      |
|                                                            | Démocrate                                                  | Ed Marksberry                                              | 73 749                                                     | 28,75                                                      |
| Total des votes                                            | Total des votes                                            | Total des votes                                            | 229 655                                                    | 100 %                                                      |
|                                                            | Les Républicains conservent                                |                                                            |                                                            |                                                            |

### 2010
| Élection de 2010 du 2e district congressionnel du Kentucky | Élection de 2010 du 2e district congressionnel du Kentucky | Élection de 2010 du 2e district congressionnel du Kentucky | Élection de 2010 du 2e district congressionnel du Kentucky | Élection de 2010 du 2e district congressionnel du Kentucky |
| ---------------------------------------------------------- | ---------------------------------------------------------- | ---------------------------------------------------------- | ---------------------------------------------------------- | ---------------------------------------------------------- |
| Parti                                                      | Parti                                                      | Candidat                                                   | Votes                                                      | %                                                          |
|                                                            | Républicain                                                | Brett Guthrie (sortant)                                    | 155 906                                                    | 67,89                                                      |
|                                                            | Démocrate                                                  | Ed Marksberry                                              | 73 749                                                     | 28,75                                                      |
| Total des votes                                            | Total des votes                                            | Total des votes                                            | 229 655                                                    | 100 %                                                      |
|                                                            | Les Républicains conservent                                |                                                            |                                                            |                                                            |

### 2012
| Élection de 2012 du 2e district congressionnel du Kentucky | Élection de 2012 du 2e district congressionnel du Kentucky | Élection de 2012 du 2e district congressionnel du Kentucky | Élection de 2012 du 2e district congressionnel du Kentucky | Élection de 2012 du 2e district congressionnel du Kentucky |
| ---------------------------------------------------------- | ---------------------------------------------------------- | ---------------------------------------------------------- | ---------------------------------------------------------- | ---------------------------------------------------------- |
| Parti                                                      | Parti                                                      | Candidat                                                   | Votes                                                      | %                                                          |
|                                                            | Républicain                                                | Brett Guthrie (sortant)                                    | 181 508                                                    | 64,30                                                      |
|                                                            | Démocrate                                                  | David Lynn Williams                                        | 89 541                                                     | 31,72                                                      |
|                                                            | Indépendant                                                | Andrew R. Beacham                                          | 6 304                                                      | 2,23                                                       |
|                                                            | Libertarien                                                | Craig Astor                                                | 4 914                                                      | 1,74                                                       |
| Total des votes                                            | Total des votes                                            | Total des votes                                            | 282 267                                                    | 100 %                                                      |
|                                                            | Les Républicains conservent                                |                                                            |                                                            |                                                            |

### 2014
| Élection de 2014 du 2e district congressionnel du Kentucky | Élection de 2014 du 2e district congressionnel du Kentucky | Élection de 2014 du 2e district congressionnel du Kentucky | Élection de 2014 du 2e district congressionnel du Kentucky | Élection de 2014 du 2e district congressionnel du Kentucky |
| ---------------------------------------------------------- | ---------------------------------------------------------- | ---------------------------------------------------------- | ---------------------------------------------------------- | ---------------------------------------------------------- |
| Parti                                                      | Parti                                                      | Candidat                                                   | Votes                                                      | %                                                          |
|                                                            | Républicain                                                | Brett Guthrie (sortant)                                    | 156 936                                                    | 69,19                                                      |
|                                                            | Démocrate                                                  | Ron Leach                                                  | 69 898                                                     | 30,81                                                      |
| Total des votes                                            | Total des votes                                            | Total des votes                                            | 226 834                                                    | 100 %                                                      |
|                                                            | Les Républicains conservent                                |                                                            |                                                            |                                                            |

### 2016
| Élection de 2016 du 2e district congressionnel du Kentucky | Élection de 2016 du 2e district congressionnel du Kentucky | Élection de 2016 du 2e district congressionnel du Kentucky | Élection de 2016 du 2e district congressionnel du Kentucky | Élection de 2016 du 2e district congressionnel du Kentucky |
| ---------------------------------------------------------- | ---------------------------------------------------------- | ---------------------------------------------------------- | ---------------------------------------------------------- | ---------------------------------------------------------- |
| Parti                                                      | Parti                                                      | Candidat                                                   | Votes                                                      | %                                                          |
|                                                            | Républicain                                                | Brett Guthrie (sortant)                                    | 251 823                                                    | 100 %                                                      |
| Total des votes                                            | Total des votes                                            | Total des votes                                            | 251 823                                                    | 100 %                                                      |
|                                                            | Les Républicains conservent                                |                                                            |                                                            |                                                            |

### 2018
| Élection de 2018 du 2e district congressionnel du Kentucky | Élection de 2018 du 2e district congressionnel du Kentucky | Élection de 2018 du 2e district congressionnel du Kentucky | Élection de 2018 du 2e district congressionnel du Kentucky | Élection de 2018 du 2e district congressionnel du Kentucky |
| ---------------------------------------------------------- | ---------------------------------------------------------- | ---------------------------------------------------------- | ---------------------------------------------------------- | ---------------------------------------------------------- |
| Parti                                                      | Parti                                                      | Candidat                                                   | Votes                                                      | %                                                          |
|                                                            | Républicain                                                | Brett Guthrie (sortant)                                    | 171 700                                                    | 66,7                                                       |
|                                                            | Démocrate                                                  | Hank Linderman                                             | 79 964                                                     | 31,1                                                       |
|                                                            | Indépendant                                                | Thomas Loecken                                             | 5 681                                                      | 2,2                                                        |
| Total des votes                                            | Total des votes                                            | Total des votes                                            | 257 345                                                    | 100 %                                                      |
|                                                            | Les Républicains conservent                                |                                                            |                                                            |                                                            |

### 2020
| Élection de 2020 du 2e district congressionnel du Kentucky | Élection de 2020 du 2e district congressionnel du Kentucky | Élection de 2020 du 2e district congressionnel du Kentucky | Élection de 2020 du 2e district congressionnel du Kentucky | Élection de 2020 du 2e district congressionnel du Kentucky |
| ---------------------------------------------------------- | ---------------------------------------------------------- | ---------------------------------------------------------- | ---------------------------------------------------------- | ---------------------------------------------------------- |
| Parti                                                      | Parti                                                      | Candidat                                                   | Votes                                                      | %                                                          |
|                                                            | Républicain                                                | Brett Guthrie (sortant)                                    | 255 735                                                    | 70,9                                                       |
|                                                            | Démocrate                                                  | Hank Linderman                                             | 94 643                                                     | 26,3                                                       |
|                                                            | Libertarien                                                | Robert Lee Perry                                           | 7 588                                                      | 2,1                                                        |
|                                                            | Populiste                                                  | Lewis Carter                                               | 2 431                                                      | 0,7                                                        |
|                                                            | Write-In                                                   | Write-In                                                   | 2                                                          | 0.0                                                        |
| Total des votes                                            | Total des votes                                            | Total des votes                                            | 360 399                                                    | 100 %                                                      |
|                                                            | Les Républicains conservent                                |                                                            |                                                            |                                                            |

### 2022
| Primaire Républicaine de 2022 du 2e district congressionnel du Kentucky | Primaire Républicaine de 2022 du 2e district congressionnel du Kentucky | Primaire Républicaine de 2022 du 2e district congressionnel du Kentucky | Primaire Républicaine de 2022 du 2e district congressionnel du Kentucky | Primaire Républicaine de 2022 du 2e district congressionnel du Kentucky |
| ----------------------------------------------------------------------- | ----------------------------------------------------------------------- | ----------------------------------------------------------------------- | ----------------------------------------------------------------------- | ----------------------------------------------------------------------- |
| Parti                                                                   | Parti                                                                   | Candidat                                                                | Votes                                                                   | %                                                                       |
|                                                                         | Républicain                                                             | Brett Guthrie (sortant)                                                 | 52 265                                                                  | 78,1                                                                    |
|                                                                         | Républicain                                                             | Lee Watts                                                               | 11 996                                                                  | 17,9                                                                    |
|                                                                         | Républicain                                                             | Brent Feher                                                             | 2681                                                                    | 4,0                                                                     |

| Primaire Démocrate de 2022 du 2e district congressionnel du Kentucky | Primaire Démocrate de 2022 du 2e district congressionnel du Kentucky | Primaire Démocrate de 2022 du 2e district congressionnel du Kentucky | Primaire Démocrate de 2022 du 2e district congressionnel du Kentucky | Primaire Démocrate de 2022 du 2e district congressionnel du Kentucky |
| -------------------------------------------------------------------- | -------------------------------------------------------------------- | -------------------------------------------------------------------- | -------------------------------------------------------------------- | -------------------------------------------------------------------- |
| Parti                                                                | Parti                                                                | Candidat                                                             | Votes                                                                | %                                                                    |
|                                                                      | Démocrate                                                            | Hank Linderman                                                       | 20 174                                                               | 58,2                                                                 |
|                                                                      | Démocrate                                                            | William Compton                                                      | 14 465                                                               | 41,8                                                                 |

| Élection de 2022 du 2e district congressionnel du Kentucky | Élection de 2022 du 2e district congressionnel du Kentucky | Élection de 2022 du 2e district congressionnel du Kentucky | Élection de 2022 du 2e district congressionnel du Kentucky | Élection de 2022 du 2e district congressionnel du Kentucky |
| ---------------------------------------------------------- | ---------------------------------------------------------- | ---------------------------------------------------------- | ---------------------------------------------------------- | ---------------------------------------------------------- |
| Parti                                                      | Parti                                                      | Candidat                                                   | Votes                                                      | %                                                          |
|                                                            | Républicain                                                | Brett Guthrie (sortant)                                    | 170 487                                                    | 71,9                                                       |
|                                                            | Démocrate                                                  | Hank Linderman                                             | 66 769                                                     | 28,1                                                       |
| Total des votes                                            | Total des votes                                            | Total des votes                                            | 237 256                                                    | 100 %                                                      |
|                                                            | Les Républicains conservent                                |                                                            |                                                            |                                                            |

### 2024
La Primaire Républicaine a été annulée. Brett Guthrie avance vers l'Élection Générale.
| Primaire Démocrate de 2024 du 2e district congressionnel du Kentucky | Primaire Démocrate de 2024 du 2e district congressionnel du Kentucky | Primaire Démocrate de 2024 du 2e district congressionnel du Kentucky | Primaire Démocrate de 2024 du 2e district congressionnel du Kentucky | Primaire Démocrate de 2024 du 2e district congressionnel du Kentucky |
| -------------------------------------------------------------------- | -------------------------------------------------------------------- | -------------------------------------------------------------------- | -------------------------------------------------------------------- | -------------------------------------------------------------------- |
| Parti                                                                | Parti                                                                | Candidat                                                             | Votes                                                                | %                                                                    |
|                                                                      | Démocrate                                                            | Hank Linderman                                                       | 12 515                                                               | 57,3                                                                 |
|                                                                      | Démocrate                                                            | William Compton                                                      | 9313                                                                 | 42,7                                                                 |

| Élection de 2024 du 2e district congressionnel du Kentucky | Élection de 2024 du 2e district congressionnel du Kentucky | Élection de 2024 du 2e district congressionnel du Kentucky | Élection de 2024 du 2e district congressionnel du Kentucky | Élection de 2024 du 2e district congressionnel du Kentucky |
| ---------------------------------------------------------- | ---------------------------------------------------------- | ---------------------------------------------------------- | ---------------------------------------------------------- | ---------------------------------------------------------- |
| Parti                                                      | Parti                                                      | Candidat                                                   | Votes                                                      | %                                                          |
|                                                            | Républicain                                                | Brett Guthrie (sortant)                                    | 252 826                                                    | 73,1                                                       |
|                                                            | Démocrate                                                  | Hank Linderman                                             | 93 029                                                     | 26,9                                                       |
| Total des votes                                            | Total des votes                                            | Total des votes                                            | 345 855                                                    | 100 %                                                      |
|                                                            | Les Républicains conservent                                |                                                            |                                                            |                                                            |